# 無機非水溶劑
無機非水溶劑（inorganic nonaqueous solvent）就是指不是水，也不是有機化合物的溶劑。此類溶劑會在化學研究以及化工領域中，會用在一些有水時無法發生的化學反應或是需要特殊條件的化學反應。無機非水溶劑可以分成兩類：質子溶劑（protic solvent）或是非質子溶劑（aprotic solvents）。早期對無機非水溶劑的研究主要是在液氨、氟化氫、硫酸，也包括一些特殊的溶劑，像是聯氨及二氯氧化硒。

## 屬於質子溶劑的無機非水溶劑
主要的有：氨、氟化氫、硫酸、氰化氫。氨（以及許多胺類）適合產生高還原性的化學溶液，因為N-H鍵不會被還原。像电子盐及鹼化物的化學都是在胺類溶劑下發生。
HF和SbF5的混合物是超强酸溶液的基礎。利用此混合物，可以分離出硫化氫的共軛酸：
H2S  +  HF + SbF5  →  [H3S]SbF6

### 自偶電離
這類溶劑中的限制酸是溶劑陽離子，像是水中的H3O+（水合氢离子）。若比限制酸還容易提供氫離子的酸，就會是此溶劑下中的強酸，大部份（其至完全）會以解離態存在。而這類溶劑中的限制鹼是溶劑陰離子，像是水中的OH-（氫氧根離子）。比限制鹼還容易吸引質子的鹼無法存在在此溶液中，因為會和溶劑反應。
例如，液氨中的可以存在的最强酸是其自偶电离产生的阳离子，即銨離子NH4+，其在水中的pKa值為9.25；可以存在的最强鹼是NH2-，NH2−離子是比氫氧根更強的鹼，因此不會存在在水溶液中。氨的pKa估計會到34（作為比較，水是14）。

## 屬於非質子溶劑的無機非水溶劑
主要的有：二氧化硫、磺酰氟氯、四氧化二氮、三氯化銻及三氟化溴。這類溶劑適用研究高親電性或是高氧化性的化合物或是離子。其中許多（像SO2、SO2ClF、N2O4）在室溫下是氣態，因此需要用舒伦克线（vacuum-line）處理方式。
可以用[IS7]+和[BrS7]+的製備來說明。這些高親電性的鹽是在SO2溶液中製備。[SBr3]+鹽的製備也需要用SO2和SO2FCl的混合物作為溶劑。磺酰氟氯常用來合成稀有气体化合物。
氙化合物的製備常需要在氟化氫或是五氟化溴中進行，這些物質會溶解二氟化氙以及其衍生物。磺酰氟氯也常作為強氧化劑
若要處理強氧化劑時，可以用磺酰氟氯作溶劑。例如可以用磺酰氟氯溶劑來產生（及研究）游離態的碳正离子及芳基正離子。

### 自偶電離
許多無機溶劑都會有自偶電離反應。依照酸和鹼的溶劑系統定義，溶劑的自偶電離會產生酸和鹼。相關的自偶電離如下：
2BrF3  ⇌}  BrF2+  +  BrF4−
N2O4 ⇌ NO+（亚硝𬭩离子）+ NO3− （硝酸根離子）
2SbCl3 ⇌ SbCl2+  + SbCl4−
2POCl3 ⇌ POCl2+ + POCl4−
依照溶剂理论，酸是會增加溶劑正離子（solvonium）的物質，鹼是會增加溶劑負離子（solvate）的物質，而溶劑正離子和溶劑負離子會在純溶劑中解離而平衡。
二氧化硫溶劑SO2結構相對簡單，因此不會自偶電離。

## 外部連結
- 维基共享资源上的相關多媒體資源：無機非水溶劑